# Pelzhandel in China

Pelz-Einkaufs-Center in Hubai, Hongkong (2011)

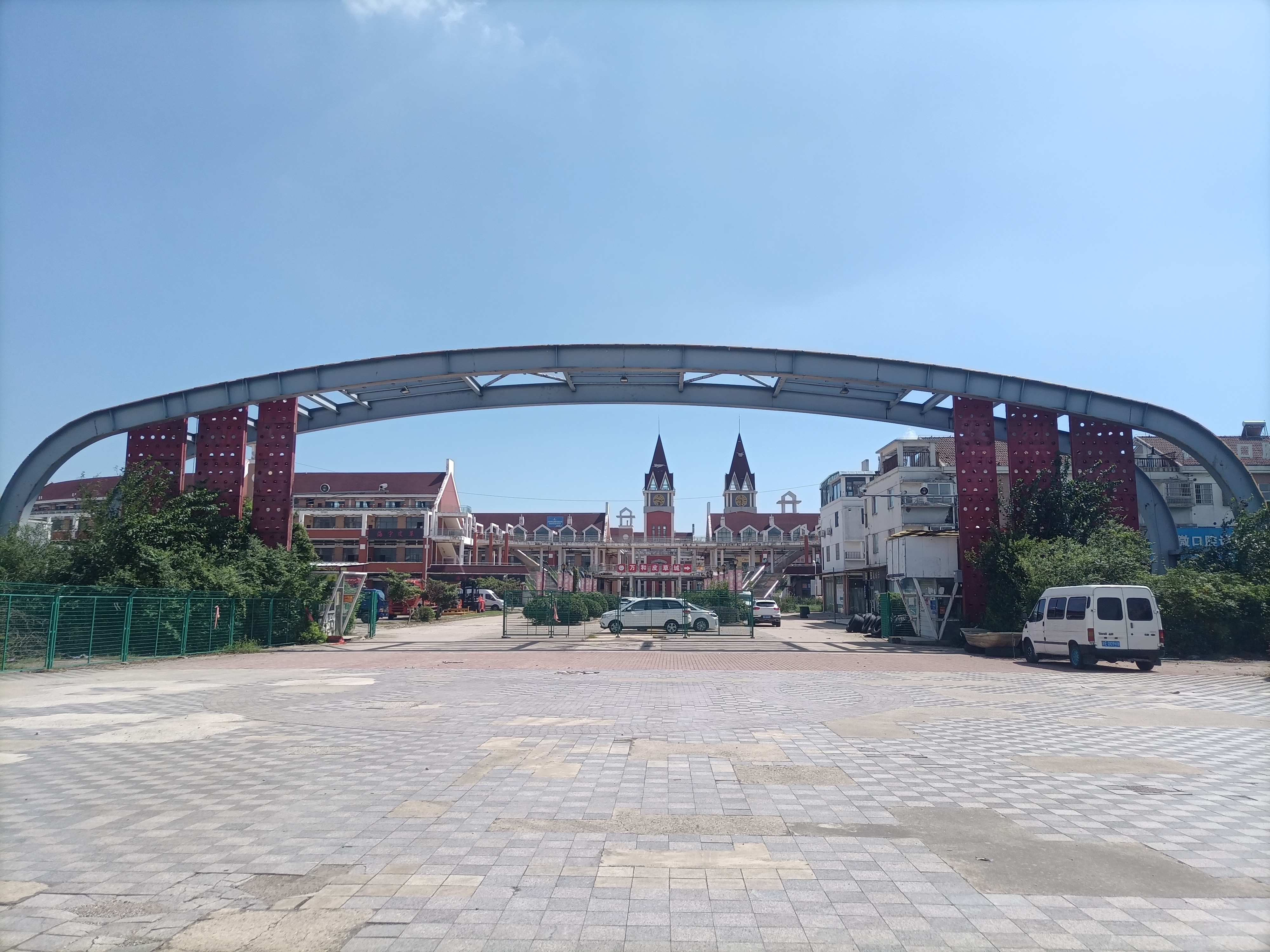
„Pelzstadt“ Wanhe (万和镇)

Der Pelzhandel in China stellte vor allem in neuerer Zeit zunehmend mit dem Ex- und Import von Fellen und zuletzt Pelzkonfektion einen beachtlichen Wirtschaftsfaktor des Landes dar. Der heutige internationale Handel mit chinesischen Pelzfellen begann in den 1880er Jahren. Allerdings erwähnte bereits Marco Polo (1254–1324) in seinen Reisebeschreibungen Tauschgeschäfte mit chinesischen Pelzwaren. China und die anderen ostasiatischen Länder verfügen über große Mengen von Fellen vieler Arten, in den 1950er Jahren war China der drittgrößte Exporteur von Fellen.
Die chinesische Pelztierzucht steht seit etwa Ende des 20. Jahrhunderts unter besonderer Kritik.

## Geschichte
China hatte schon immer einen bedeutenden Eigenbedarf an Pelzbekleidung, der schon in früheren Zeiten teilweise durch Importe gedeckt wurde. Zur Römerzeit bestand ein regelmäßiger Handelsverkehr mit Bagdad und den Häfen des arabischen Meeres, wobei Pelze aus dem Skythenland und selbst aus den weit entfernten Wäldern Germaniens eine nicht unbedeutende Rolle spielten. Später führte die große Handelsroute von Byzanz aus längs des Kaspischen Meeres und durch Zentralasien über Samarkand und Taschkent nach China. Neben Edelsteinen war kostbares Fellwerk, besonders Zobelfelle, einen Hauptartikel. Die Araber, die im 12. und 13. Jahrhundert einen großen Handel mit China zur See unterhielten, brachten in kleinen Mengen Pelzfelle mit ins Land, auch unterhielten sie einige ständige Niederlassungen in der späteren Provinz Fujian („Fokien“).
Erst mit der Eroberung Sibiriens durch die Russen nahm das Importgeschäft mit Rauchwaren einen großen Aufschwung, China war der größte und bestzahlende Absatzmarkt für sibirische Rauchwaren, die russischen Rauchwarenhändler, die sich an den Geschäften nach China beteiligten, zählten mit zu den reichsten Kaufleuten. Im Jahr 1722 waren die russischen Geschäftsleute nicht nur aus Peking vertrieben worden, wo sie bis dahin auf Kosten des chinesischen Kaisers ihren Aufenthalt nehmen durften, sondern aus ganz China und der Mongolei. 1727 gelang es dem russischen Gesandten Sava Vladislavitsch („Graf Ragusinski“) einen neuen Vertrag mit China abzuschließen. Neben anderen Vereinbarungen sollte eine russische Karawane mit nicht mehr als 200 Personen alle drei Jahre nach Peking kommen dürfen, Privatpersonen sollte dagegen der Handel in China und der Mongolei untersagt sein. Diese Karawanen hatten auch das alleinige Recht der Pelzeinfuhr nach China, die für Rechnung der russischen Krone geschah. 1755 wurde die Karawane nach Streitigkeiten eingestellt und 1762 hob die Kaiserin Katharina das Pelzhandelsmonopol auf. Für die grenznahe russische Handelsstadt Kiachta begann nun der wirtschaftliche Aufschwung. Von hier aus wurden hauptsächlich sibirische Felle nach China exportiert, aber es gab auch Transfers aus anderen Ländern, wie Kanada mit der Hudson’s Bay Company. Fast ein Jahrhundert lang war es der einzige Platz, an dem sich der chinesische Markt mit ausländischen Pelzfellen versorgen konnte, wie Seeotterfelle, Biberfelle, Landotterfelle, Silberfuchsfelle, Blaufuchsfelle und Rotfuchsfelle, Luchsfelle und andere.
Der Engländer William Coxe beschrieb in einem 1783 veröffentlichten Werk den Handel zwischen Russen und Chinesen in Kiachta. Er erwähnte, dass der Handel stets ein Tauschhandel sei, da die Russen kein Silber ausführen durften. Die Hauptausfuhr bestünde aus Pelzwerken von Seefischottern, Castors (Bibern), Füchsen, Wölfen, Bären, Lämmern und grauen Eichhörnchen (Feh). Für Seeotter und einige andere Fellarten war China der größte Abnehmer, die Felle erzielten dort die höchsten Preise. 1775 gründeten englische Kaufleute die King Georgs Company, mit dem erklärten Zweck, zwischen Amerika und China Fellhandel zu betreiben. in geringem Umfang beteiligten sich zu der Zeit auch deutsche Rauchwarenfirmen an dem Fellhandel mit China. Der Rauchwarenhändler Emil Brass sagte von sich, er sei 1887 der Erste gewesen, der direkt Pelzwaren aus China nach Deutschland brachte, wo „dieser Handelszweig bald von mehreren Hamburger Häusern mit großer Energie in die Hand genommen“ wurde.
Eine Besonderheit war die Wertschätzung der Chinesen beim Einkauf von Zobelfellen. Während überall besonders dunkelfarbige Felle den höchsten Preis erzielten, legte man hier schon im 15. Jahrhundert mehr Wert auf die sonstigen Eigenschaften des Felles, wie Größe, Rauche und Dichte des Haares. Auf die dunkle Tönung wurde kein besonderes Gewicht gelegt. So gingen die besonders dunklen Zobelfelle aus den chinanahen Landstrichen Dauriens und den Gebieten um den Amur auf die westlichen Märkte, wo sie hohe Preise erzielten. Umgekehrt kauften die chinesischen Händler die hellfarbigen, aber sonst guten Felle, die um mehr als die Hälfte billiger waren.
Eine profane Erklärung liegt allerdings wahrscheinlich darin, dass die Chinesen in dem, den Gewinn steigernden, sachgemäßen Nachdunkeln von Zobelfellen weitaus fortschrittlicher waren, einer Kunst, welche die Europäer erst viel später erwarben. An zweiter Stelle der Bewertung standen sibirische Silber- und Schwarzfuchsfelle, für die in China 100 Rubel und mehr bezahlt wurden. Schwarze Füchse mit eisgrauen Haarspitzen wurde in den Jahren 1770–1772 mit bis zu 180 Rubel das Fell gehandelt, an die asiatischen Karawanen im Südwesten des Landes wurden sie mit einem Stückpreis von 400 Rubel weiterverkauft.
Von der einfachen Bevölkerung Chinas wurde, wie 1865 berichtet wurde, noch kaum Pelz getragen, auch wenn der Verbrauch durch die große Bevölkerungsanzahl insgesamt nicht unbeträchtlich war. Selbst im nördlichen Landesteil bevorzugte man stattdessen wattierte, baumwollene Kleidung. Wohlhabende Bevölkerungsschichten trugen in China jedoch schon immer gern ausländisches Pelzwerk.
Noch in der ersten Hälfte des 20. Jahrhunderts verbreiteten die Engroskürschner über Angestellte, Agenten und Kunden diese Fabrikate über das ganze Reich bis in den fernen Süden. Sie unterhielten in allen chinesischen Städten Verkaufsläden, in denen man die Futter auch, mit Seidenstoffen bezogen, als fertige Kleidungsstücke kaufen konnte. In einzelnen Städten gab es ganze Straßenreihen nur mit Kürschnerläden, beispielsweise in Peking und Mukden. Daneben bestanden zahlreiche chinesische Rauchwarenhandlungen, in größerer Menge jedoch erst seit dem Aufkommen des Exporthandels. Die Abwicklung der Pelzzurichtung, zum Teil auch der Weiterverarbeitung der Felle, geschah vor allem durch die Pelzgroßhändler. Diese sandten ihre Einkäufer kurz vor Beginn der Saison in das Innere des Landes, um die von Europäern und Amerikanern nachgesuchten Waren einzukaufen. Es hieß: „Mit welchen Schwierigkeiten eine solche Reise verbunden war, kann nur derjenige bemessen, der selbst im Innern gereist ist und sich der dort zu Gebote stehenden primitiven Beförderungsmittel bedient hat“.
Ende des 18. Jahrhunderts begann auch die Einfuhr auf dem Seeweg, vor allem nach Kanton, wo die Ostindische Kompanie Faktoreien errichtet hatte. Diese schickte zum Beispiel bereits 1797 13.364 Biberfelle, 1250 feine Otterfelle und 1724 Kitfuchsfelle direkt nach China In den Jahren 1797 bis 1807 kamen von der Südküste Südamerikas, den Falklandinseln und der Magellanstraße 3 ½ Millionen Sealskin nach Kanton. Die Chinesen waren mit die Ersten, die Biberfelle, aus Nordamerika importiert, zu Kleidung verarbeiteten. In Europa wurden anfänglich vorwiegend das Haar zu Biberhüten verarbeitet. Das Londoner Rauchwarenhandelsviertel Garlick Hill gehörte lange Zeit zum bedeutendsten Umschlagplatz für Pelzfelle. Um 1850 begannen die Londoner Händler die von der der chinesischen Oberschicht begehrten, im Land nicht anfallenden Edelpelze dorthin zu exportieren.

### Nach 1880

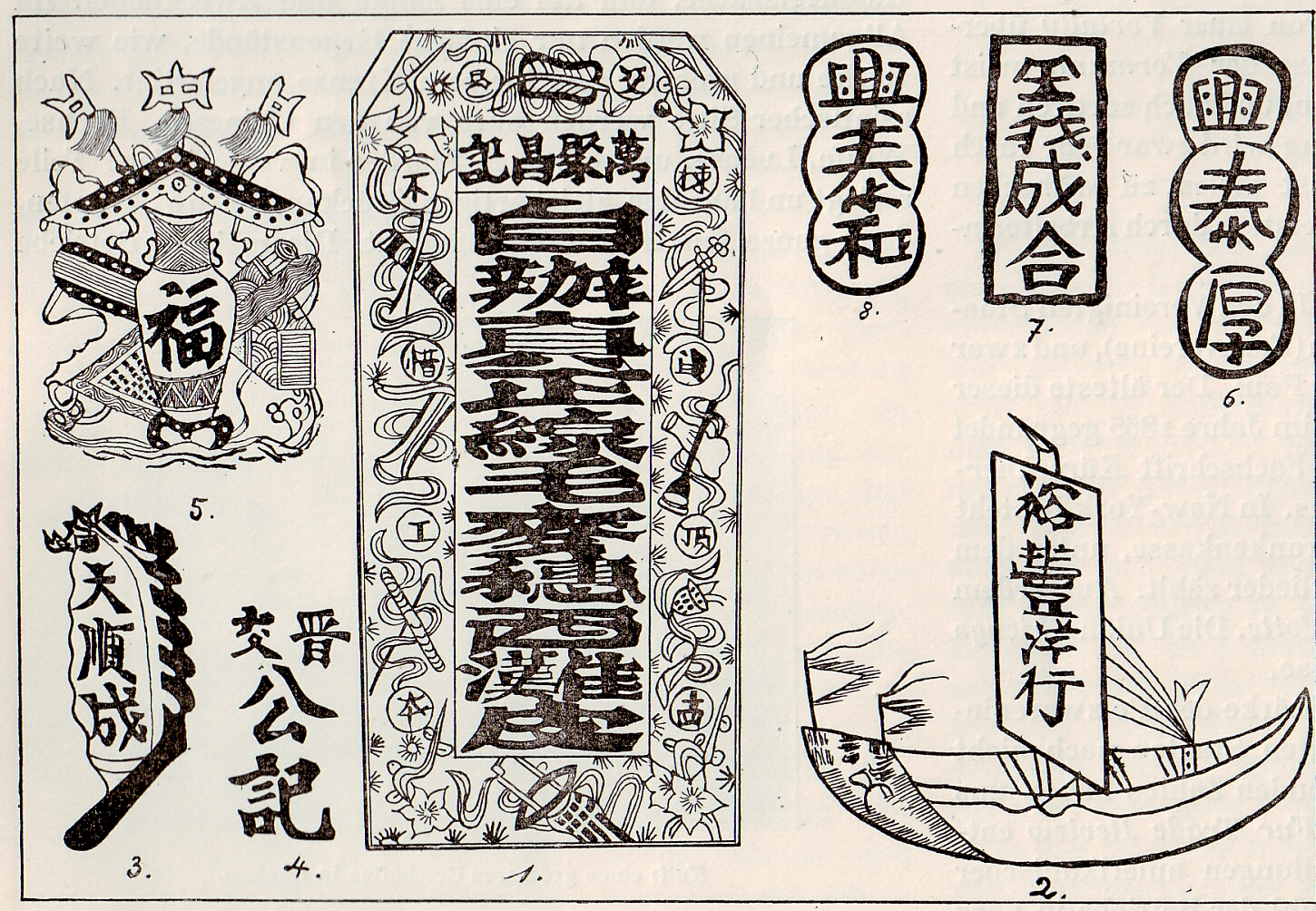
„Die aus China kommenden Felle tragen oft Fellstempel mit den Devisen und Firmennamen von Kürschnern und Fellhändlern.
No 1, ganz oben: Kiao sé = man liefert in allen Arten. Darunter quer: Quán tsù tscháng Ky = Sehr großes Sortiment (Devise des Geschäfts). In der Mitte von oben nach unten: Tsé pán júj = Man richtet die von Thibet kommenden Felle selbst zu. Rechts: Kien suen tin Kao = Allerbeste Qualität. Links: Pou si Kong pen = Keine Unkosten werden gescheut, No 2. Yeau fong yang hang = Lager ausländischer Waren, No 3. Tien chouen tchen = Vom Himmel begünstigter Laden, No 4. Pou Kiao Kong Ky = Nur gute Waren liefernd, No 5. In der Mitte das Wort: fou : Glück, No 6. Hin tan heou = Liefert Ware jeder Art, No 7. Nagi tchou ho = Gesellschaft mit Gerechtigkeit verkaufend, No 8. Hin tay ho = Gesellschaft Waren aller Art liefernd.“ (Ca. 1900)

Die ersten Exporte auf dem damals weltbedeutendsten Markt für Pelzfelle um Garlick Hill in London, zumeist Tibetlamm- und Ziegenfelle, erfolgten etwa zwischen den Jahren 1882 und 1887. Tibetfell ist der etwas willkürliche Name für eine langhaarige, dünnseidige Fellsorte mit Korkenzieherlocke, sie kommt nicht aus Tibet, sondern aus Nordchina. Der erste Importeure von Robes aus Tibetfell war 1887, nach deren Angabe, die Londoner Brokerfirma Edward Barber & Son. In den 1870er Jahren hatte eine Firma aus dem Pelzhandelszentrum des Leipziger Brühl jedoch bereits in London Tibetrobes gekauft und nach Moskau exportiert. 1887 kamen aus China über Kiachta mit Teekarawanen auch die ersten Tibetrobes nach Nischny-Nowgorod und Moskau und von dort nach Leipzig. Zu der Zeit begann die Entwicklung einer Pelzmode, bei der das Fell erstmals in größerem Umfang mit dem Haar nach außen getragen wurde. Die gleichzeitige Erfindung der Pelznähmaschine ermöglichte eine deutlich preiswertere Herstellung und eine dabei aufwändigere Verarbeitung. Pelzbekleidung bestimmter, massenhaft anfallender Fellarten (vor allem Kanin, Bisam) wurde auch für die geringverdienenden Bevölkerungsschichten erschwinglich, der Verbrauch nahm entsprechend sprunghaft zu.
1892 oder 1893 schickte die Londoner Rauchwarenfirma Hirschel & Meyer den Neffen des Inhabers, Arthur Mendel, nach China. Das Unternehmen nahm den Import der damals hauptsächlich bekannten Fellarten auf. Schnell kamen auch Felle nach Europa, die bis dahin hier völlig unbekannt waren. Ebenso schnell, etwa von 1892 an, entwickelte sich in London ein bedeutendes Auktionsgeschäft chinesischer Rauchwaren. Beteiligt waren hauptsächlich die Brokerfirmen Barber Bros (später Edward Barber & Son), Henry Kiver & Co., Roger Bros. und Daitan & Young.
Ungefähr von 1885 bis 1914 waren London und der Kontinent sehr starke Verbraucher der meisten von inzwischen mehr als 35 Sorten von Fellen oder Felltafeln, nur wenig wurde bis dahin nach Amerika weiter gehandelt. Bedingt durch den Ersten Weltkrieg (1914 bis 1918) begannen die amerikanischen Händler direkt in China einzukaufen. In Deutschland beklagte der Handel die 1920 begonnene „Invasion“ amerikanischer Einkäufer, „zu Hunderten überschwemmten Einkäufer aus den Vereinigten Staaten ganz Ostasien“. Diese blieben nicht nur in den Hauptsitzen und Sammelplätzen des chinesischen Exporthandels mit Fellen, den Seehäfen Tientsin und Schanghai. Urga in der Mongolei (heute Ulaanbaatar) entwickelte sich zu einem neuen Handelszentrum. War man zuvor nur an ein oder zwei Pelzspezialitäten interessiert gewesen, wandte man sich zunehmend auch anderen Fellarten zu, und zwar so erfolgreich, dass London, bedingt durch die steigenden Preise, von den gefragtesten Artikeln immer weniger bekam. Bis 1932 hatte sich die Preisentwicklung soweit angeglichen, dass der Londoner Handel wieder mithalten konnte.

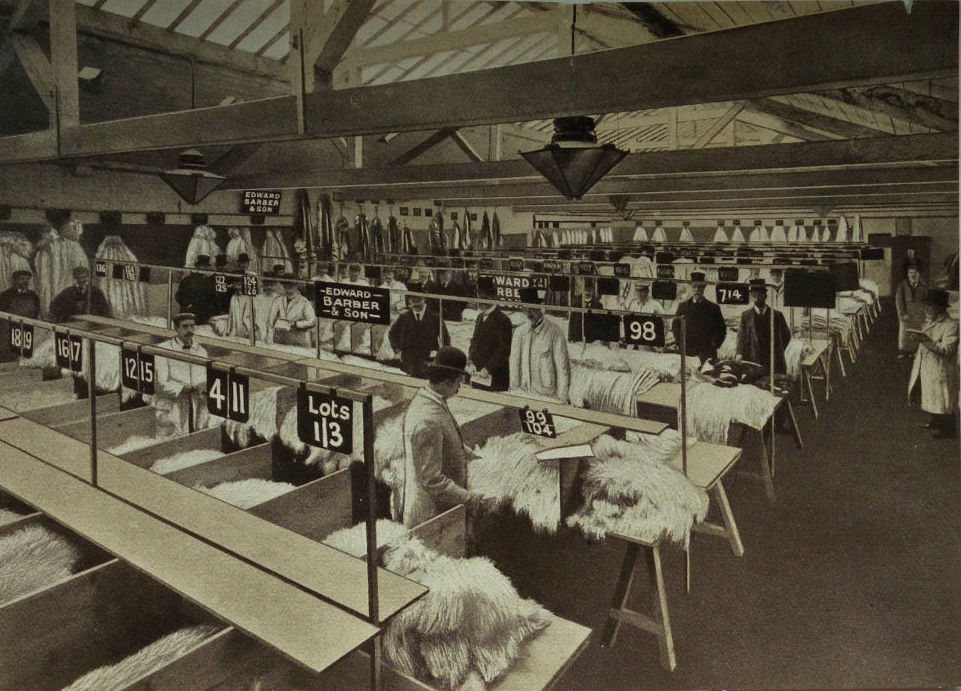
Chinesische Felle auf einer Londoner Auktion (1899)
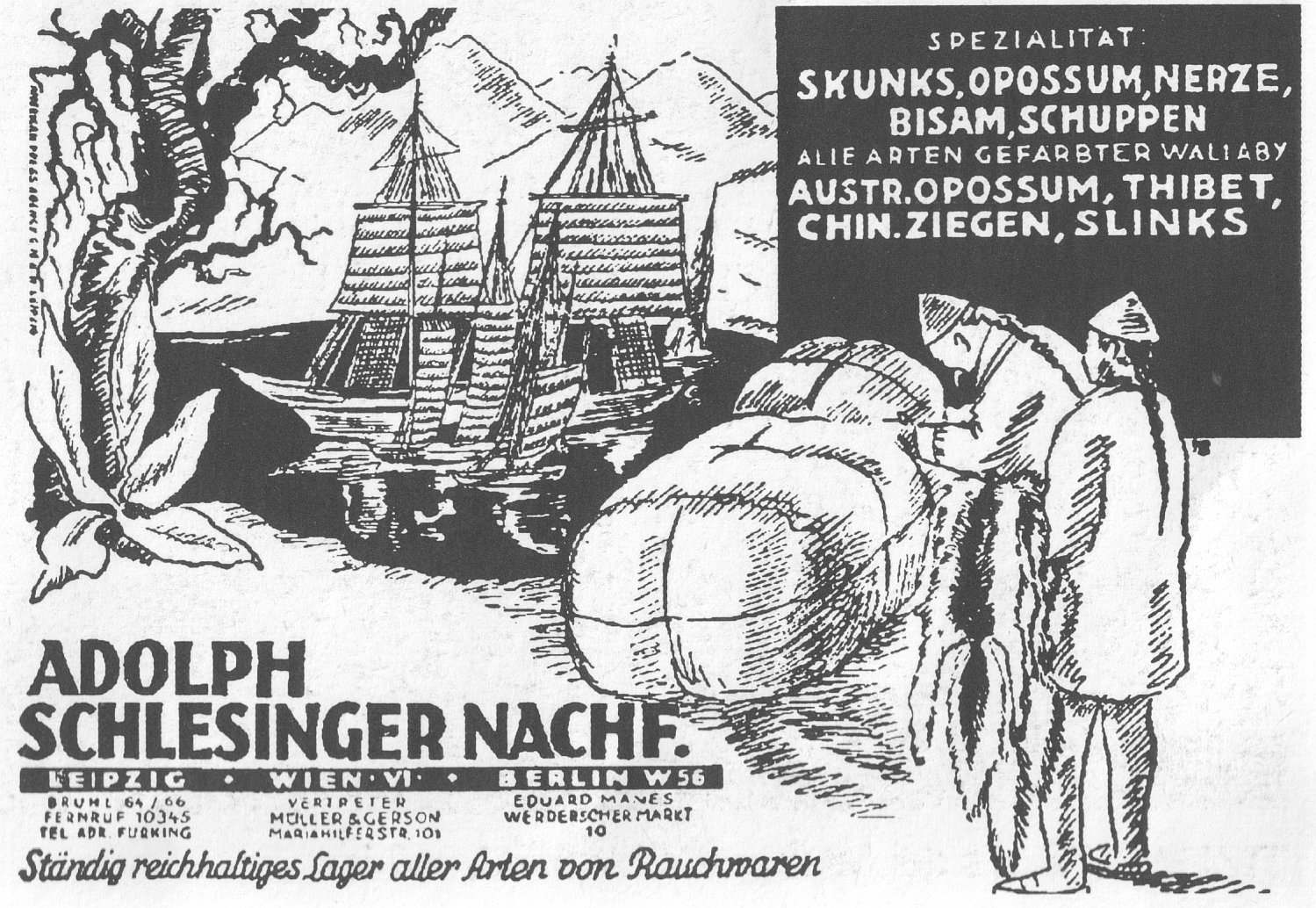
Anzeige Firma Adolf Schlesinger Leipzig. Spezialität, unter anderem, „Thibet, chin. Ziegen, Slinks“ (etwa 1900).

### Nach 1918

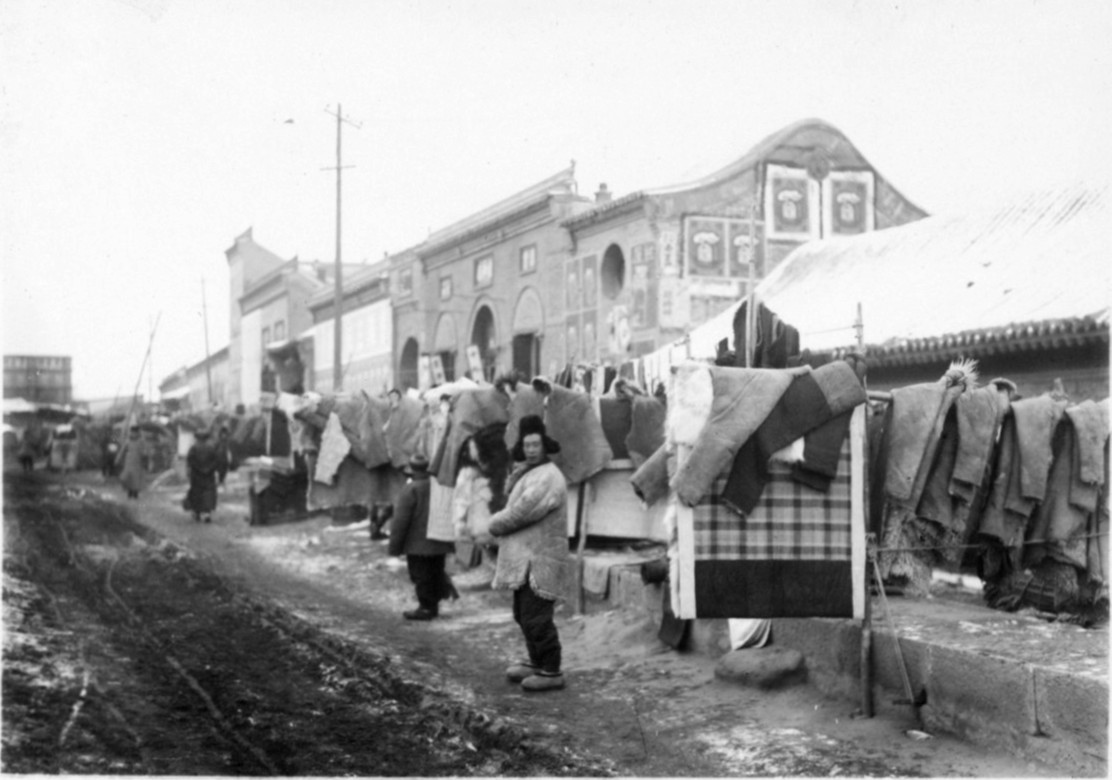
Straßenverkauf von Lammfellkleidung in Zhangjiakou, eine Stadt mit nahegelegenen Weidegebieten.
„In Zhangjiakou, dessen einziges Gewerbe seit der Antike der Handel mit Pelzen aus der Mongolei war, florierte der Handel aufgrund verschiedener politischer Faktoren nicht mehr so gut wie in der Vergangenheit. Allerdings findet zur Hochsaison ein Sho-Markt statt, auf dem in der Stadt viele Pelze und Pelzprodukte zu sehen sind.“ (Bildunterschrift, vor 1937)

Der Erste Weltkrieg hatte für den gesamten Fellhandel, insbesondere zwischen Deutschland und China, gewaltige Änderungen ergeben. Nach dem Waffenstillstand erfolgte die Ausweisung aller Deutschen aus China, ihr Besitztum wurde beschlagnahmt. 1921 wurden sie wieder zugelassen. Zwar gelang es ihnen ihre geachtete Stellung wieder einzunehmen, jedoch verloren sie das Meistbegünstigungsrecht sowie die Exterritorialität und sie standen jetzt unter der Jurisdiktion des Landes.
Tientsin und Shanghai hatten nicht nur ein andersartiges Hinterland, sondern auch ihr Handelsbetrieb unterschied sich. Tientsin beherrschte den ganzen Norden, die Provinzen Chile (Hebei??), Shansi, Shensi, Kansu, die Mongolei und das entfernte Turkestan. Die Kompradore der großen europäischen Firmen besaßen eigene Filialen in Kalgan, Singanfu (heute Xi’an), Lanschanfu und anderen Orten im Landesinnern. Sie erhielten an Pelzfellen vor allem Tibetfelle und andere Lammfelle und die daraus gefertigten Produkte. Insgesamt waren das Ziegenfelle und -decken, Kidkreuze, Zobelfelle und -kreuze, Murmelfelle, Fuchsfelle, Steinmarderfelle, Hundematten, Fehschweife, Tiger- und Leopardenfelle. Auch verschiedene chinesische Großkaufleute bezogen große Felllieferungen aus dem Landesinneren, die sie an europäische Händler verkauften.
Shanghai beherrschte den Handel des ganzen Jangtsetales bis nach dem entfernten Kweichow (Guizhou) und Szechuan sowie den Nachbarprovinzen Schantung und Chekiang. Die Shanghaier Kaufleute handelten nur selten auf eigene Rechnung, sondern tätigten fast immer Kommissionsgeschäfte, die Felle erhielten sie meist zur Lagerhaltung. Dies waren neben anderen besonders Wieselfelle, Seefuchsfelle („raccoondogs“), Pahmifelle, Otterfelle aus Chekiang, chinesische Mufflonfelle, Zibetkatzenfelle („Civetcats“). Auch die Erzeugnisse der Mandschurei, Ziegendecken, Hundefelle, Murmelfelle, Fehschweife, Tigerfelle, Zobelfelle usw. gingen traditionell, das heißt schon vor dem Bau der Eisenbahnen, weniger nach dem näher gelegenen Tientsin, sondern nach Shanghai, wo große chinesische Firmen in Yingkou, Mukden, Jilin usw. Filialen unterhielten. In Shanghai wurden die Verkäufe sowohl zwischen den Kunden als auch mit den Lieferanten per sofortiger Kasse abgewickelt.
Zu den wichtigsten chinesischen Pelzhandelszentren, das sich auch zu einem bedeutenden Fabrikationsort entwickelt hatte, gehörte das in der internationalen Pelzbranche weniger bekannte Suanhwa (Stadtbezirk Xuanhua). In den Lederfabriken wurden Ziegenfelle selbst zugerichtet und zu Decken und Mänteln verarbeitet. Diese Werkstätten wurden „Rauhpelzfabriken“ genannt, während die Zurichter von Schaffellen „Feinpelzfabrikanten“ hießen. Von den Ersteren wurde 1929 gesagt, sie „tätigen ein sehr gutes Exportgeschäft, besonders nach England“. Feine Pelze wurden nur für den Inlandsbedarf verarbeitet. Da die Rauhpelzfabrikanten nur Felle ausgewachsener Schafe und keine kleinen Kidfelle verarbeiteten, wurden sie auch „Lao-Pi-Hang“ genannt, das heißt Hersteller von alten Felle. Auch kaum bekannt, weil hauptsächlich von lokaler Bedeutung, war Shuntefuh [?], ebenfalls ein Marktplatz für chinesische Lamm- und Kidfelle. Es liegt in der Provinz Chilhi, dicht an den Grenzen von Henan und Shansi. Fremde Niederlassungen gab es hier nicht, alle Geschäfte wurden durch Kompradore abgeschlossen, meist in sogenannten „Pedes“ (Fellhändlerherbergen), in der Yang-Se-Dao-Straße. Die Gastwirte finanzierten die in den benachbarten Dörfern wohnenden lokalen Händler und verkauften die bei ihnen lagernden Felle an die ausländischen Aufkäufer. In Shuntefuh wurden unter anderem Kidtafeln hergestellt, auch gelangten auf Kamel- oder Eselskarawanen Kid- und Lammfelle aus dem 700 Meilen entfernten Sianfu hier auf den Markt.
Schon vor 1925 war Japan als starker Käufer für bestimmte Fellarten hinzugekommen, sie kauften hauptsächlich für den Weiterexport. Bis vor noch nicht so langer Zeit hatten dort die Pelzhändler wie auch die Häutehändler und Schlächter noch zur Pariakaste gehört, obgleich sie seit 1868 vollkommene gesetzliche Gleichberechtigung besaßen.
In London fanden bis nach dem Zweiten Weltkrieg (1939 bis 1945) regelmäßig Auktionen mit chinesischen Fellen statt. Leipzig hatte sich zuvor und bald wieder nach dem Weltkrieg zu einem ebenso bedeutenden Welthandelsplatz für Rauchwaren entwickelt. Mit dem direkten Fellimport befassten sich hauptsächlich die seit vielen Jahren im Fernen Osten ansässigen Handelshäuser Melchers & Co. in Bremen, Carlowitz & Co. in Hamburg, Siemssen & Co. in Hamburg und Olivier in Frankreich. Im Gegenzug für ihre sehr großen Importe, in erster Linie Felle, lieferten sie Waren aller Art nach China. Sie unterhielten Niederlassungen in ganz China, in der Mongolei bis an die russische Grenze nach Sinkiang. Begünstigt wurde der Fellhandel durch eine Steuerfreiheit, die in den 1950er Jahren noch bestand, verbunden allerdings mit schon immer vorhandenen großen Zollschwierigkeiten und durch die politischen Unruhen hinzugekommenen Probleme. Schon vor 1914 hatten sich einige deutsche Firmen soweit in China etabliert, dass ein beträchtlicher Teil der von Ostasien verschifften Pelzfelle nicht mehr nach London, sondern direkt, über Hamburg oder Bremen, nach Leipzig ging.
Der deutsche Fellhändler Richard König von der Leipziger Firma Adolf Schlesinger Nachf. berichtete 1952 über das „eigenartig abgewickelte“ Geschäft mit den „kleinen Chinesen“. Für einen Europäer war es nie möglich, mit der chinesischen ersten Hand ohne einen sogenannten „Komprador“ zu verhandeln. Dies war meistens ein reicher Chinese, der in vielen Fällen sogar stiller Teilhaber bei diesen europäischen Unternehmen war. Ihren Sitz hatten sie beispielsweise in Mukden, Charbin oder Tientsin. Die europäischen Firmen unterhielten in ihren dortigen Geschäftshäusern eine Art Börse. Nach vielem Hin und Her, nach Versuchen, die Qualität und den Gesamtbestand der Fellart zu ermitteln, nach Preisverhandlungen, nach Rückfragen in Europa, kam es unter der Vermittlung des fachkundigen Kompradors, der auch darauf achtete, dass die Qualitätsangaben eingehalten wurden, letztlich zu einem Abschluss. Dabei war es keineswegs immer so, dass beim Abschluss des Vertrags die Ware schon vorhanden war. Nicht einmal, „dass das Tier, dessen Fell verhandelt worden war, noch lebt“. Es wurde also viel nach Treu und Glauben gekauft. Die meisten Firmen kamen ihren Lieferverpflichtungen nach, selbst wenn sie, wie zum Beispiel beim Ausbruch des Koreakrieges, bei einem Geschäft Geld verloren.

### Nach 1945
In China existierten bereits um 1800 zahlreiche Großkürschnereien, besonders in Shansi. Die jahrhundertelang gleich gebliebene Form der Tracht war eine günstige Grundlage für eine Massenproduktion. Sie fertigten aus verschiedenen Fellarten die Pelzfutter der Reitjacken und langen Röcke mit verhältnismäßig schmalen, überlangen Ärmeln, hauptsächlich in zwei Formen, sogenannte Manquas und Fellkreuze. Die im Körperteil längere Ausführung der Kreuze, im Fellhandel „Robes“ genannt, waren verhältnismäßig selten.
Die Angestellten, Agenten und die Kunden der Großhändler handelten die Fabrikate über ganz China bis in den fernen Süden. Sie unterhielten Läden in allen chinesischen Städten, in denen man auch die fertigen Futter, mit Seidenstoffen bezogen, kaufen konnte. In einzelnen Städten fanden sich ganze Straßenreihen nur mit Kürschnern, zum Beispiel in Peking oder Mukden. Die Kompradore der großen europäischen Firmen besaßen eigene chinesische Filialen in Kalgan, Singanfu (heute Xi’an), Lanshan („Lanschanfuh“) und anderen Orten im Landesinnern, wo sie neben Fellen auch die daraus gefertigten Fabrikate einkauften.
Die Geschichte der Pelzindustrie in der chinesischen Sonderverwaltungszone Hongkong reicht zurück in die 1930er Jahre, als einige erfahrene Kürschner aus Shanghai und Ningbo hier Werkstätten und Einzelhandelsgeschäfte eröffneten. Anfänglich bediente der Handel den heimischen Markt, der durch den wachsenden Wohlstand der einheimischen Kundschaft stetig wuchs, hinzu kam eine kontinuierlich wachsende Anzahl von Touristen. In den 1950er und 1960er Jahren siedelten sich beständig weitere Kürschner aus Shanghai an. 1970 öffnete sich der Markt nach Japan, verbunden mit einer erheblichen Zunahme des Exports. Eine Zeitlang war Hongkong der weltgrößte Exporteur von Pelzwaren. Die Hafenstadt hatte sich zu einem bedeutenden Lieferanten von Pelzkonfektion entwickelt, hauptsächlich im Billigpreisbereich.

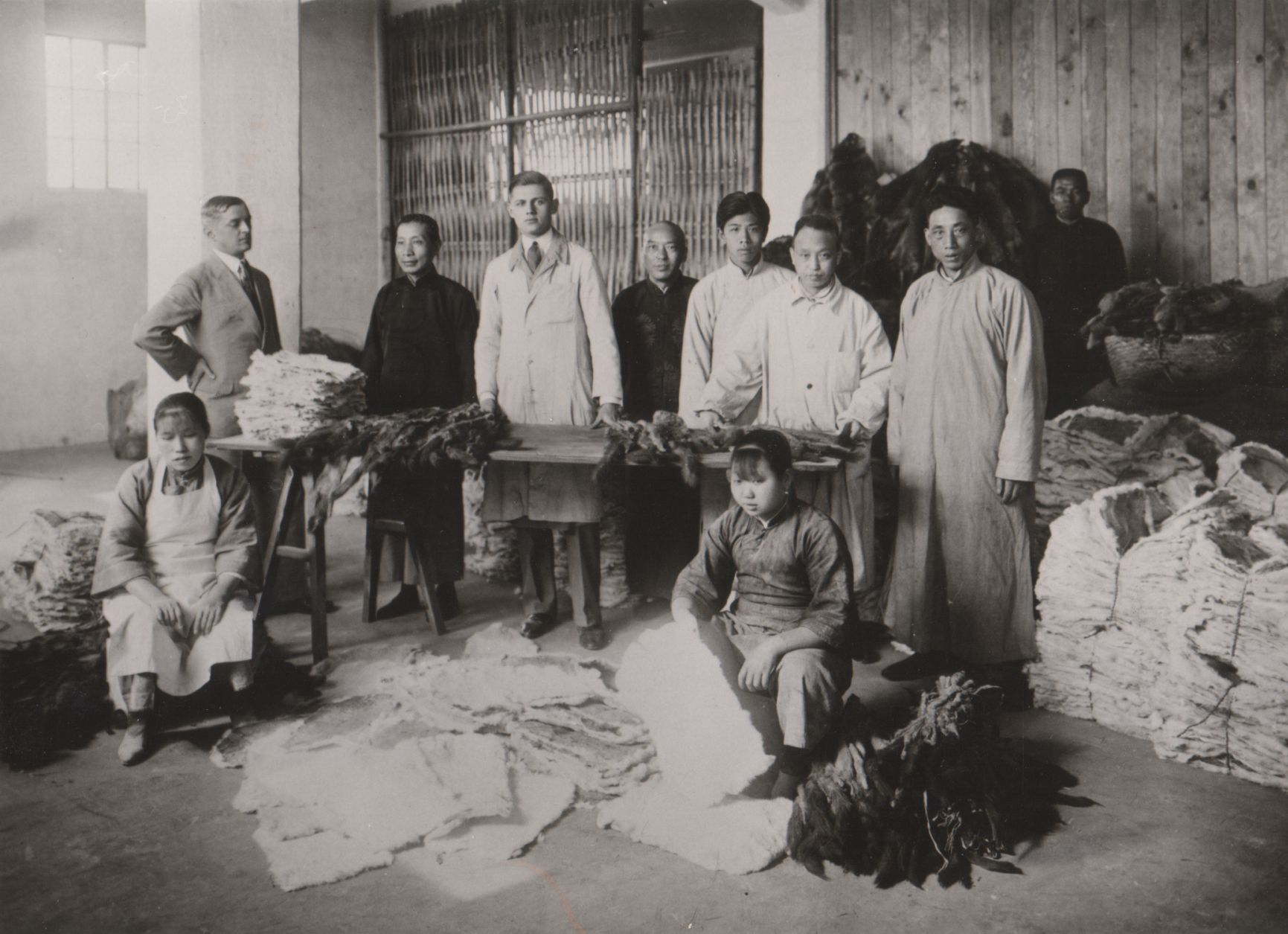
Der Frankfurter Rauchwarenhändler Helmut Beck (4. von links) beim Einkauf in China (vor 1974)

Unter Mao Zedong, von 1949 bis zu seinem Tod 1976, mit der unter ihm stattgefundenen Enteignung privater Betriebe, waren auch die ohnehin geschwächte Pelzproduktion und der Pelzhandel erheblich beeinträchtigt. Die Nachfolger Mao Zedongs verfolgten eine pragmatischere Wirtschaftspolitik, die Industriekonferenz von Datsching verstärkte die Industrialisierung. Bei einem Besuch von 21 deutschen Pelzfachleuten im Jahr 1981 räumten die chinesischen Fachleute ein, dass vor allem noch neuzeitliche Maschinen, Werkzeuge und, in der Pelzveredlungsindustrie, chemische Mittel fehlten.
1981 gab es inzwischen zweihundert Pelzfabriken mit 10 bis 600 Mitarbeitern. Als eigentlicher Begründer der dortigen Pelzindustrie wurde Mr. Stephen Fong genannt, der sich etwa 1940 mit seinen mitgebrachten Arbeitnehmern hier angesiedelt hatte. Um 1991 betrug der weltweite Export von Pelzbekleidung aus Hongkong über eine halbe Milliarde DM. Die Produktionsstätten lagen jedoch nicht in den damals mit von der chinesischen Regierung ausgewiesenen Gebieten mit Sonderstatus (zum Beispiel Shenzhen an der chinesischen Hongkong-Grenze), sondern grenznah dahinter auf „tatsächlich“ chinesischem Bereich, wo ein Monatslohn etwa 120 Mark betrug. Seit 1982 findet alljährlich die Pelzmesse Hong Kong International Fur Fair statt.
Der deutsche Rauchwarenhändler und Konfektionär Fränkische Pelzindustrie – Marco Pelz betrieb in Hongkong das Pelzzurichtungsunternehmen Marco-Ling Fur Processing und das Pelzveredlungsunternehmen Marco-Cipel. In den 1980er Jahren wurde die Zurichterei Marco-Ling Fur Processing aus Hongkong mit den dortigen relativ hohen Arbeitslöhnen in das nahe gelegene chinesische Sonderwirtschaftszone in der Nähe von Shenzhen ausgelagert. Hier wurden etwa 120 Arbeiter und Angestellte beschäftigt, unterstützt von einem Expertenteam aus Hongkong. Anfang der 1990er Jahre arbeiteten schon um die 20.000 Menschen an der Grenze zu Hongkong in der Pelzindustrie.
Um die Jahrtausendwende war China bereits von einem weltweiten Händler von Pelz-Halbfertigprodukten zu einem Lieferanten von Pelzkonfektion aufgestiegen. Für den westlichen Markt waren das vor allem Kleinteile aus den gängigen Fellarten Kanin und Nerz, aber auch anderen Fellarten. Das niedrige Lohnniveau ermöglichte es, in der neu entwickelten Technik des Verwebens und Flechtens von schmalen Fellstreifen gefertigte Schals und Westen konkurrenzlos preiswert anzubieten.
Entgegen dem zurückgehenden Pelzverkauf in Europa boomte seit etwa 1995 der chinesische Pelzmarkt, in vielen Städten entstanden große Pelz-Einkaufscenter. Der wohl größte Pelzeinzelhändler Chinas, Harbin International Fur City (HIFC), bot in Harbin Pelzkonfektion auf einer Fläche von 11.000 Quadratmetern an. Die Bedeutung des Landes innerhalb der Pelzkonfektion zeigt sich unter anderem daran, dass das bis 2024 größte Auktionshaus für Pelzfelle, das dänische Kopenhagen Fur, 2014 in Tong Er Pu (Provinz Liaoning) in China das weltweit erste Zollfreilager, als Kühlhaus für Felle der dortigen Kunden errichten ließ.
Die chinesische Pelztierzucht steht seit etwa Ende des 20. Jahrhunderts unter besonderer Kritik. Insbesondere seit der Pandemie ging die Pelztierzucht in China erheblich zurück, etwa die Hälfte der Betriebe sollen laut einem Bericht im März 1923 im Guardian aufgegeben haben. Der Internationale Pelzverband schrieb, Stand 2024, das die Pelzproduktion in China inzwischen gut reguliert und Gegenstand eines Programms zur kontinuierlichen Verbesserung und Überprüfung ist und die Regierung klare und umfassende Richtlinien für die Pelztierhaltung erlassen hat. Die ursprüngliche Fassung dieser Arbeit aus dem Jahr 2005 wurde 2016 aktualisiert und trägt den offiziellen Namen „Kriterium für die Zucht und Nutzung von Nerzen, Füchsen und Waschbären“.

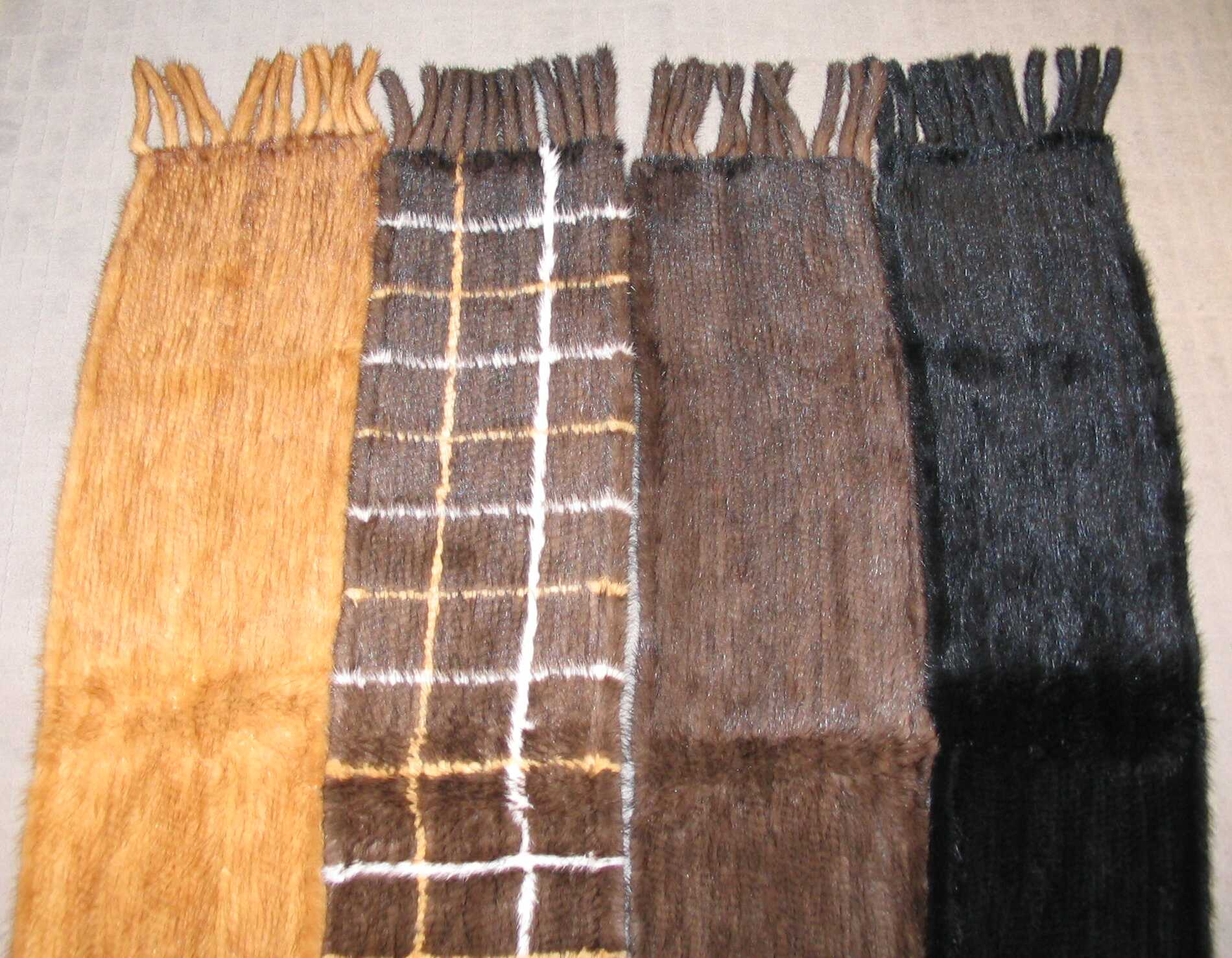
Aus Nerzfell geflochtene Schals aus China (2008)

Im Oktober 2005 hatten sich das Festland und Hongkong im Rahmen der dritten Phase des CEPA darauf geeinigt, den Festlandmarkt für Hongkonger Unternehmen weiter zu liberalisieren. Im Rahmen des „Mainland and Hong Kong Closer Economic Partnership Arrangement“ (CEPA III) hatte sich das Festland bereit erklärt, alle Produkte aus Hongkong, darunter auch Pelzwaren, ab dem 1. Januar 2006 zollfrei zu behandeln.
Hongkong war 2021 nach Angabe vom HKDTC Research, Hongkong, der weltweit sechstgrößte Exporteur von Pelzbekleidung und einer der wichtigsten Lieferanten für Pelzbekleidung und -#8209;accessoires. Die meisten Pelzhändler Hongkongs haben Produktionsstätten auf dem chinesischen Festland und/oder in südostasiatischen Ländern aufgebaut. Viele wichtige Betriebsteile, insbesondere Verkauf und Vertrieb, befinden sich jedoch weiterhin in Hongkong. Die Exporte von Pelzbekleidung gingen 2022 um 42 % zurück. Die Reexporte, das betrifft fast alle Pelzbekleidungsexporte Hongkongs, zeigten einen ähnlichen Trend. Über 80 % der aus Hongkong exportierten Pelzbekleidung stammten aus Festlandchina, dem zu der Zeit größten Produzenten von Pelzbekleidung. Die Exporte von Pelzfellen gingen im Jahr 2022 wertmäßig um 68 % zurück, Hauptabnehmer war mit rund 40 % des Angebots das chinesische Festland.
Die meisten chinesischen Kürschner sind Erstausrüster, Hersteller, die ihre Waren nicht selber in den Einzelhandel bringen. Mit ihren Produkten konnten sie zuletzt schnell in Schwellenmärkte wie Russland, Südkorea, Festlandchina sowie Mittel- und Osteuropa vordringen. Die von der Hong Kong Fur Federation organisierte Hong Kong International Fur & Fashion Fair (HKIFFF) ist weiterhin weltweit eine der wichtigsten Pelzmessen. 2022 zum ersten Mal virtuell veranstaltet, umfasste die Hong Kong International Fur & Fashion Fair 2025 etwa 60 Aussteller aus dem In- und Ausland. Die Besucherzahlen waren, bedingt durch den Krieg in der Ukraine in einigen Märkten rückläufig. Die Messe zeigte im Hong Kong Convention & Exhibition Centre „richtunggebende Pelzmode, hochwertige Rohmaterialien und eine Vielfalt neuer Accessoires“. Damit setzte sie die 1982 begründete Internationalisierung der Messeplattform fort.

### Messen. Auktionen (Auswahl)

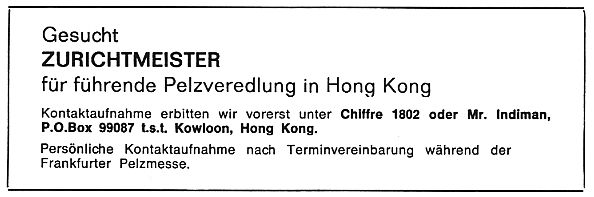
Zurichtmeister für führende Pelzveredlung in Hong Kong gesucht. Anzeige in einer deutschen Fachzeitschrift (1985)

Die Fachpresse informiert regelmäßig von den in verschiedenen chinesischen Städten stattfindenden Messen mit Fell- und Pelzkonfektion-Ausstellern.
- Von der Frühjahrsmesse in Guangzhou („Kanton“) wurde im Juni 1974 berichtet, dass einst zehntausende Chekianglammfelle hier verkauft wurden, jetzt jedoch nichts oder von den bisherigen Kunden nur noch sehr geringe Mengen, es sei kein Standardartikel mehr. Das galt jedoch nicht für die zu Tafeln verarbeiteten Felle. Ferner hieß es: „Dass die Chinesen es verstehen, Felle zu verarbeiten, haben die deutschen Kunden jetzt gesehen, nachdem die ersten Konfektionsstücke aus China hier eingetroffen sind. Diese riefen ein durchaus positives Echo hervor, und es wurde sowohl die einwandfreie Verarbeitungstechnik wie auch die gute Innenverarbeitung besonders gelobt. Dazu zählt – wie bei den Mützen – die gute Qualität der verwendeten Felle.“[29]
- Anlässlich der Ready Fur Garments Fair in Peking wurde Mitte Juni 1974 darauf hingewiesen, dass sich Japan zunehmend zu einem Pelzverbraucherland entwickelte. Der Beobachter ging davon aus, dass mehr als die Hälfte der hier getätigten Umsätze ebenfalls wieder nach Japan gingen.[30]
- Im Bericht zur Kwangchow Frühjahrsmesse (Guangzhou) 1979 hieß es Anfang Juni 1979 unter der Überschrift „Sorry, short supply and many customers“ (Sorry, knappes Angebot und viele Kunden): „Zuerst, wie immer, versuchten die Chinesen die praktisch unverkäuflichen Partien an den Mann zu bringen, und erst nach langen und schwierigen Verhandlungen bekam man interessante Partien angeboten.“ […] „Besonders für die sogenannten „newcomers“, also jene Firmen, die erstmals oder erst seit kurzer Zeit mit China Handel treiben, war die Situation sehr deprimierend, da das Wort „old friend“ in China eine große Bedeutung hat und man als old friend demzufolge den Vorteil hat, doch vorrangig bedient zu werden.“[31]
- Die erste Auktion in Hongkong mit chinesischen Nerzfellen, damit auch die erste eigene chinesische Pelzauktion, fand am 15. Februar 1985 im China Resources Building statt. Auktionator war Kaj Due aus von Kopenhagen Fur.[32] Die Hongkong-Messe öffnete vom 28. Februar bis 3. März 1985. Den Messevorsitz führte Stephen Fong von Siberian Fur Stores und neuer Vorsitzender der Federation of Hong Kong Fur Manufacturers & Dealers, Nachfolger von Johnny Kar, Peking Fur Stores.[33] Man schätzte, dass mehr als 90 % der jährlich etwa 30 Millionen der in China produzierten Nerzfelle in den Export gehen, die dortige Nerzzucht war wohl zu diesem Zeitpunkt weniger als zehn Jahre alt, die Tiere weitgehend von amerikanischen und skandinavischen Tieren abstammend. Hongkong wurde ausgewählt, weil die britische Kronkolonie Chinas Hauptabnehmer für Nerzfelle war. Allerdings gab es auch Berichte über eine weitere Planung einer festen Auktionseinrichtung in Peking. Die geplante Versteigerung war mit Unterstützung von Danish Fur Seals vorgesehen, die als Gegenleistung ein Kontingent chinesische Nerzfelle zum Verkauf erhielt.[34] Zur Messe reisten Vertreter von 17 deutschen Firmen an. Ihr erstes Ziel war Osaka in Japan, wo bereits seit 1984 erste deutsche Unternehmen ihre Pelzkonfektion ausstellten, anschließend weiter zur Pelzmesse nach Hongkong. Insgesamt waren 111 Aussteller auf dieser ersten Hongkong-Messe angekündigt, 74 Firmen waren aus Hong Kong, 19 kamen aus Kanada, 6 den USA und 12 aus 8 anderen Ländern.[35]
- Die 2024 China Dying International Fur Expo fand gegen Ende 2024 in Daying in der Provinz Hebei statt, das sich selbst als die Welthauptstadt des Pelzes bezeichnet. Neben Unternehmen, unter anderem aus China, Südkorea, Hongkong, Italien, Griechenland, Russland und Belarus, beteiligten sich das russische Auktionshaus Sojuzpushnina, der Internationale Pelzverband (IFF) und der russische Pelzverband Russian Fur Union.[36]

### Fur Factory Nr. 3
Im Jahr 1981 folgte eine Gruppe deutscher Pelzfachleute einer Einladung nach Peking und Shanghai. Das besichtigte, als Fur Factury Nr. 1 bezeichnete Unternehmen, war ein reiner Pelzzurichtungs- und Veredlungsbetrieb. Die auch besuchte, Konfektion produzierende Pelzfabrik Nr. 3, ebenfalls in Peking, hatte eine Fläche von ca. 10.000 Quadratmetern und beschäftigte etwa 1100 Mitarbeiter. Die Spezialität dieses Betriebes waren Felle aus Wildfängen, am Lager befanden sich etwa 3 Millionen Felle von etwa 60 Pelztierarten, „von der Hauskatze bis zum Blaufuchs“. Die Qualität der Felle ließ, wegen der schlechten Pelzzurichtung und Veredlung, damals noch zu wünschen übrig. Die Ausbildung der Arbeiter erfolgte entweder durch Anlernen im Betrieb oder durch eine Spezialschule (mit Abschlussprüfung). Der Monatslohn der Näherinnen betrug durchschnittlich 40 Yuan, damals ungefähr 50 Mark. Die Arbeitszeit betrug acht Stunden an sechs Tagen, der Jahresurlaub acht Arbeitstage plus drei Feiertage. Durch noch mangelnde Ausstattung mit Maschinen war die Arbeitszeit pro Teil deutlich länger als in Westeuropa. In diesem Betrieb wurden „die »berühmten« Blaufuchs-»Lederjacken mit Fellstreifen« hergestellt. Die Etiketten »Pelz-Boutique C&A« waren bereits eingenäht.“ Durch ein Galonieren mit Lederstreifen sahen die Jacken zwar noch etwa wie Felljacken aus, die Lederfläche war aber meist deutlich größer als der Fellanteil, der Preis entsprechend billiger.

### Animal By-Products
Das ebenfalls 1981 von den deutschen Fachleuten besuchte Unternehmen Animal By-Products in Shanghai vertrieb, seinem Namen entsprechend, nicht nur Felle und Pelzwaren, sondern die gesamte Handelsware tierischer Produkte. Das den Pelz betreffende Produktionsprogramm einschließlich der Fellveredlung umfasste vorwiegend Lammfelle, daneben auch Wieselfelle, Hundefelle, Tanukifelle, Pahmifelle, Fuchsfelle, Nerzfelle und Felltafeln. Die Gesamtproduktion der Veredlung betrug jährlich 5 bis 6 Millionen Felle, die der Konfektionsfertigung 40.000 bis 50.000 Teile. Es bestand zwar eine eigene Abteilung für Formgebung, bei den Lohnaufträgen von damals vorwiegend japanischen und deutschen Kunden wurde das Design jedoch von den Auftraggebern vorgegeben. Die Gesellschaft unterhielt eine eigene Schule, die eine Abschlussprüfung durchführte.

### „Chinas fünf Pelzmärkte“
Unter der Überschrift „Chinas fünf Pelzmärkte“ beschrieb das Unternehmen HL Furs 2024 in seiner Internetpräsenz:
1. 1994 eröffnete Haining China Leather City den heute einflussreichsten professionellen Ledermarkt und den führenden Markt der Lederindustrie Chinas, das Vertriebszentrum für chinesische Leder- und Pelzbekleidung, Pelzmaterialien und Lederprodukte.
2. Das China Daying Internationales Pelzhandelszentrum („China Daying International Fur Trading Center“) in Hebei ist ein großer, professioneller Markt für Pelze auf 70.000 Quadratmetern, der mit einem Gesamtvolumen von rund 150 Millionen Yuan errichtet wurde. Die Betreiber des Handelszentrum schrieben, dass das Zentrum als die Pelzhandelsstadt der Welt bekannt ist.
3. China Leather City versammelte in sechs Hallen Leder und Schuhe, Pelze, Damenbekleidung, einen Marken-Flagship-Store, einen Markt für Nebenangebote und weitere mit in- und ausländischen Marken.
4. Die Internationale Pelzstadt Xinji („Zhejiang Chongfu Fur World“) umfasst an bebautem Gebiet eine Fläche von 80 Hektar und einer Bebauung von 1,1 Quadratkilometern, die Gesamtinvestition hierfür betrug 133 Millionen Dollar. Es ist eine Kombination aus Verarbeitung, Handel, Forschung, Finanzen und Unterhaltung. Integriert sind Gewerbegebiete, Wohn- und Unterhaltungsgebiete, große Parkplätze, Hotels, Schulen, Krankenhäuser, Finanz-, Kommunikations- und andere unterstützende Dienstleistungseinrichtungen. 2024 waren hier 32 Welt-Handelsmarken und mehr als 100 nationale und internationale Marken vertreten. Der angegebene durchschnittliche tägliche Besuch betrug mehr als 10.000 Personen, das jährliche Transaktionsvolumen 15 Milliarden Yuan.
5. Der 1992/1993 als Sonderwirtschaftszone eingerichtete Pelzplatz Tongerpu („Tongerpu Fur Square“) befindet sich in der Stadt Dengta in der Provinz Liaoning. 1996 wurde er als eine der Pilotstädte für die umfassende Systemreform des Landes aufgeführt. Er wurde als charakteristische Touristenstadt mit der Basis des Leder- und Pelzangebots eingestuft.[38]

## Gehandelte Fellarten chinesischer Provenienz

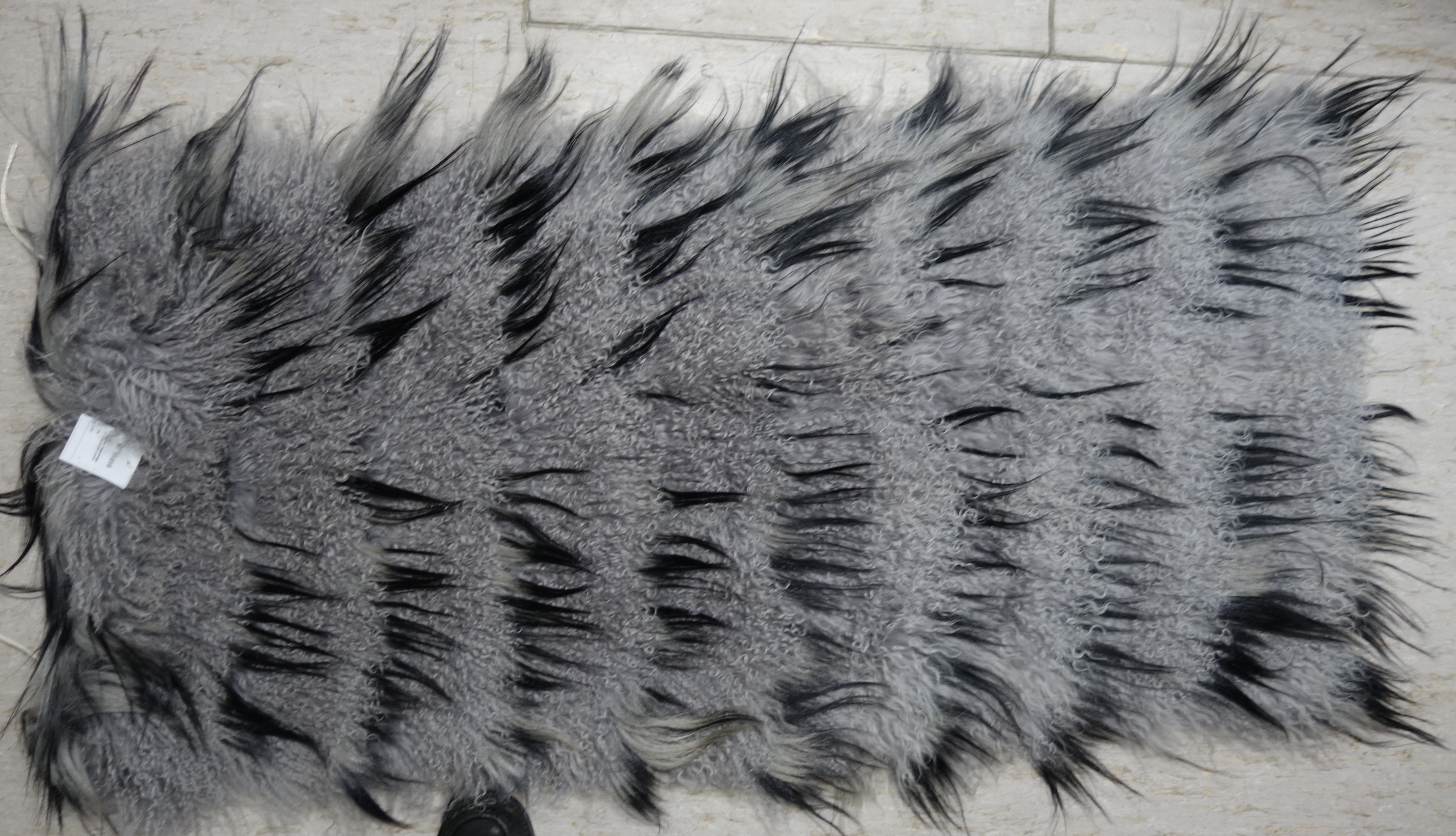
Felltafel aus grau gefärbtem Tibetlamm mit Angora-Ziegenfell (2021)

Folgenden chinesischen Fellarten und -produkten widmete Richard König 1952 in einem Vortrag für den Branchennachwuchs ein eigenes Kapitel (die darauffolgenden Jahre brachten in vielen Bereichen einen erheblichen Wandel):
- Katzenplatten
- Lamm- und Schaffelle
  - Tibet, hauptsächlich aus Gegenden von Chowching, Dantung und Tungchow, nach denen die Felle ihren Namen tragen
  - Slinkfelle und -kreuze, aus Hsinshee und Linchien
  - Mongolische Lammfelle, hauptsächlich aus Kalgan, meist zu sogenannten Kalgan-Lambskin-Plates verarbeitet
  - Chekiang-Lammfelle, manchmal zugerichtet exportiert, kamen weniger auf den europäischen Markt. An rohen Lammfellen wurden neben Chekiangs und Shantafoo noch unterschieden, die Pekings- und Tsinnings-Lammfelle, letztere aus der Shantung-Provinz. Hauptkäufer für diese Artikel war bis dahin immer Amerika.
  - „Sogenannte Kidfelle“ und ihre Produkte waren ebenfalls einer der hauptsächlichen Exportartikel. Aus den westlichen Gegenden kamen jährlich ungefähr 2 Millionen Felle, während aus den südlichen Gegend (Shantung) ungefähr 5 Millionen kamen. Hauptabnehmer war auch hier Amerika, besonders für die klimatisch milderen Gegenden Nordamerikas. Ein großer Teil wurde zu Kidfelltafeln verarbeitet gehandelt, hauptsächlich in der Hausindustrie, oft durch Kinder angefertigt. In Europa wurden die vorfabrizierten langhaarigeren Sorten, als „Longhair-Plates“ und „-kreuze“ gehandelt, hauptsächlich für die Schweifproduktion genommen.
  - Kidplatten, Kidklauenplatten, Lammbeintafeln, Kid- und Lammkopftafeln, Ohrentafeln und Kidnackentafeln – insbesondere in China wurde jedes abfallende Fellzipfelchen genutzt. Der kleinste Abfall wurde in der Hausindustrie gesammelt und verarbeitet. Naturschwarze Kidklauentafeln wurden in China meistens mit Graphit eingerieben, um ein schöneres Aussehen zu bekommen. Was kein Problem darstellte, da sie sich ohnehin nur zum Schwarzfärben eigneten.
- Hundefelle, Hundematten und Robes.
- Leopardkatzentafeln, früher auch Leopardkatzen-Robes und -Kreuze, unterschieden in Tientsin-Abladungen und Shanghai-Abladungen. Jede Platte, die nicht das von der Regierung vorgeschriebene Maß aufwies wurde von der Zollbehörde zurückgewiesen.
- Katzentafeln, wegen der vielen Farben sehr schwer zu sortieren.
- Zugerichtete chinesische Katzenfelle aus der Gegend von Sezchuan.
- Mufflon, vom Mufflonschaf, aus dem Altaigebirge, der Ostmongolei sowie dem nördlichen Teil von Shansi. Sie kamen gerupft in den Handel.
- Fuchsfelle aus „unendlich vielen Gegenden“, am gefragtesten waren die Westmongolen, die oft ohne Pfoten geliefert wurden, da diese im Lande zu Mützen verarbeitet wurden oder beim Erhalt der Fangprämie abgegeben werden mussten. Unter anderem aus der Tsinkianggegend kamen Kitfuchsfelle, aus der inneren Mongolei Korsukfuchsfelle, die aber meist über Russland gehandelt wurden.
- Laskafelle oder Solongoi, aus der Mandschurei, zum Teil auch aus der Harbingegend, hauptsächlich nach Amerika verkauft.
- Chinesische Iltisfelle.
- Hasenfelle für die Filzfabrikation, meist nach Amerika verkauft.
- „Racoon“, chinesische Seefuchsfelle aus der Mandschurei, der Mongolei, Nord- und Zentralchina. Der Haupthandelsplatz war Hankow, der Hauptverschiffungshafen Shanghai.
- Chinesisches Wiesel, auch chinesischer Nerz genannt, von südlich der Großen Mauer bis nach Shanghai. Die Bezeichnung Wiesel beginnt südlich von Shanghaikuan, der Grenzlinie zwischen der Mandschurei und China.
  - Kolinskyfelle wurden in großen Quantitäten nördlich der Großen Mauer gehandelt, die besten aus der Amurgegend. Die Schweife, für die „gerade jetzt enorm hohe Preise für gute Schweife bezahlt“ wurden, gingen in die Pinselfabrikation.
- Dachsfelle, etwa 100.000 Stück jährlich, wurden hauptsächlich für Rasierpinsel verwendet
- Wolfsfelle kamen aus Nordchina und der Mongolei. Die Qualität war nicht besonders gut, soweit sie nicht für den lokalen Bedarf genommen wurden eigneten sie sich hauptsächlich für Fellvorleger.
- Zibetkatzenfelle, die hauptsächlich nach Amerika gegangen waren, waren zu der Zeit nicht mehr im Handel.
- Pahmifelle wurden in Chekiang, Jellowbacks, Blues und Rivers unterschieden.
- Rohe chinesische Kaninfelle, ein großer Teil der Szechuanware wurde roh exportiert. Neben der über Shanghai gab es die über Tsientsin gehandelten Kanin, die Dayan genannt wurden.
- Felle von Pandas, wohl der Kleine Panda gemeint, heute streng geschützt, waren schon wegen des geringen Vorkommens wenig im Handel
- Leopardenfelle, zu der Zeit noch in größerer Zahl verkauft, dürfen inzwischen ebenfalls nicht mehr gehandelt werden, ebenso die Tigerfelle.
- Rattenfelle, wurden vor dem Krieg zeitweilig in sehr großen Quantitäten nach Europa verschifft. Ein seltener Artikel waren dagegen die Bambourats.
- Fehfelle aus China kamen hauptsächlich aus der Nordmandschurei.[1]

Die Qualität der Zurichtung entsprach meist noch nicht den Ansprüchen des Leipziger Handels, sie mussten daher zu der Zeit noch in der Regel nachgegerbt werden.